# Emilio Pugliese
Emilio Pugliese, soprannominato il difensore dei poveri (Cirò, 16 agosto 1811 – Cirò, 2 settembre 1852), è stato un poeta, rivoluzionario e patriota italiano del Risorgimento di stampo liberale.

## Biografia

### Età giovanile
Emilio Pugliese nacque a Cirò (paese oggi in provincia di Crotone) il 16 agosto 1811 ed era il figlio dell'economista, storico e giurista Giovan Francesco Pugliese e di Lucrezia Mauro; quest'ultima, proveniente da una famiglia di proprietari terrieri liberali originari della provincia di Cosenza, era zia dei fratelli Domenico Mauro (1812-1873), patriota e deputato dal 1865 al 1870, e Raffaele Michele Mauro, garibaldino, i quali entrambi parteciparono alla spedizione dei Mille.
Pugliese studiò matematica, diritto pubblico, filosofia e letteratura presso l'università "La Sapienza" di Roma; di ritorno nel suo paese natale, fu una delle persone più istruite della regione, allorché fosse molto povero, creandosi così una reputazione come intellettuale e letterato. Nel 1833 scrisse anche diverse poesie, che verranno poi in seguito raccolte in un unico volume dal titolo La vita campestre di un calabrese.
Decise di aiutare i giovani del suo villaggio al fine di voler educare sé stesso, dedicando così gran parte del suo tempo ad aiutare le persone più svantaggiate o in situazioni precarie piuttosto critiche, tanto da guadagnarsi l'appellativo di Difensore dei poveri.

### Moti rivoluzionari del 1848
Nel 1848 Emilio Pugliese ebbe un ruolo attivo nel Risorgimento italiano: infatti, insieme ad altri due intellettuali liberali calabresi come Biagio Miraglia (1823-1885) e Domenico Mauro (1812-1873), fu un leader della rivoluzione nel nord della Calabria durante la Primavera dei popoli prendendo il comando dell'insurrezione nella provincia di Crotone, mentre Miraglia e Mauro agirono nella provincia di Cosenza. Nel febbraio del 1848 gran parte di ambedue le province passarono in mano agli insorti, che instaurarono un governo rivoluzionario liberale e repubblicano noto come Repubblica Cosentina; tuttavia, la rivolta durò poco tempo in quanto venne violentemente soppressa dall'esercito del Regno delle Due Sicilie.
Emilio Pugliese morì a soli 41 anni il 2 settembre 1852.

## Vita privata
La famiglia Pugliese ha una discendenza alquanto numerosa, diffusa principalmente nella città di Catanzaro, tra i quali spiccano i fratelli Vittorio Pugliese (1905-1965), deputato e senatore italiano, e Stefano Pugliese (1901-1978), ammiraglio di squadra della Marina Militare.